# ASK Winterthur
ASK Winterthur – szwajcarski klub szachowy z siedzibą w Winterthur, dziewięciokrotny zwycięzca Bundesligi.

## Historia
Klub został założony w 1921 roku. W latach 1984, 1985, 1986, 1987, 2000, 2003, 2009, 2012 i 2015 wygrywał Bundesligę. Zawodnikami klubu byli m.in. Nico Georgiadis, Andreas Huss, Florian Jenni, Artur Jusupow i Noël Studer. W 2015 roku klub został włączony do SG Winterthur.